# مگس‌های کتانجک
مگس‌های کتانجک (نام علمی: Coelopidae) نام یک تیره از فروراسته مگس‌خانگی‌شکلان است.